# Via del Babuino

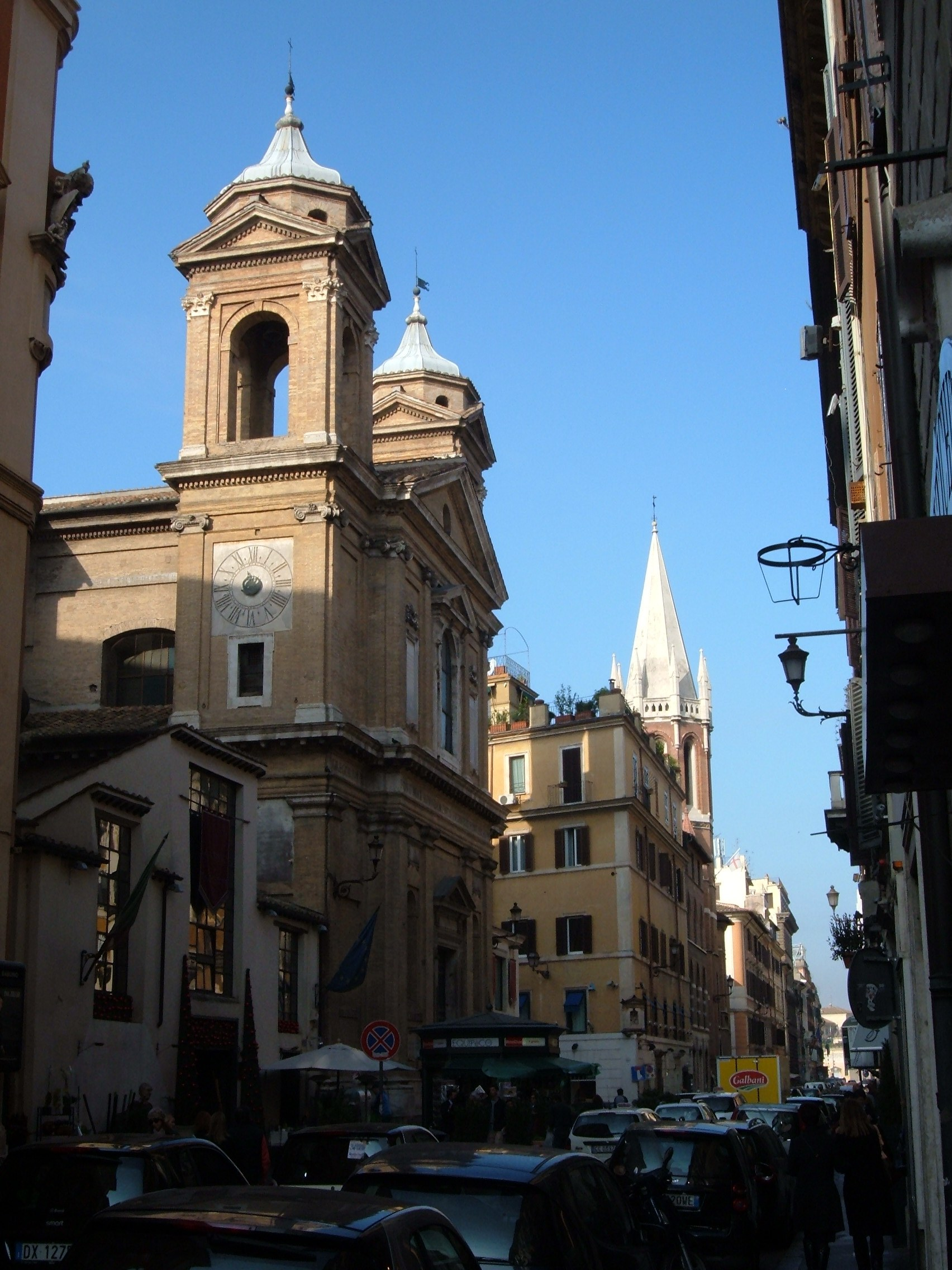
Vista da Via del Babuino com Sant'Atanasio e a Igreja de Todos os Santos.

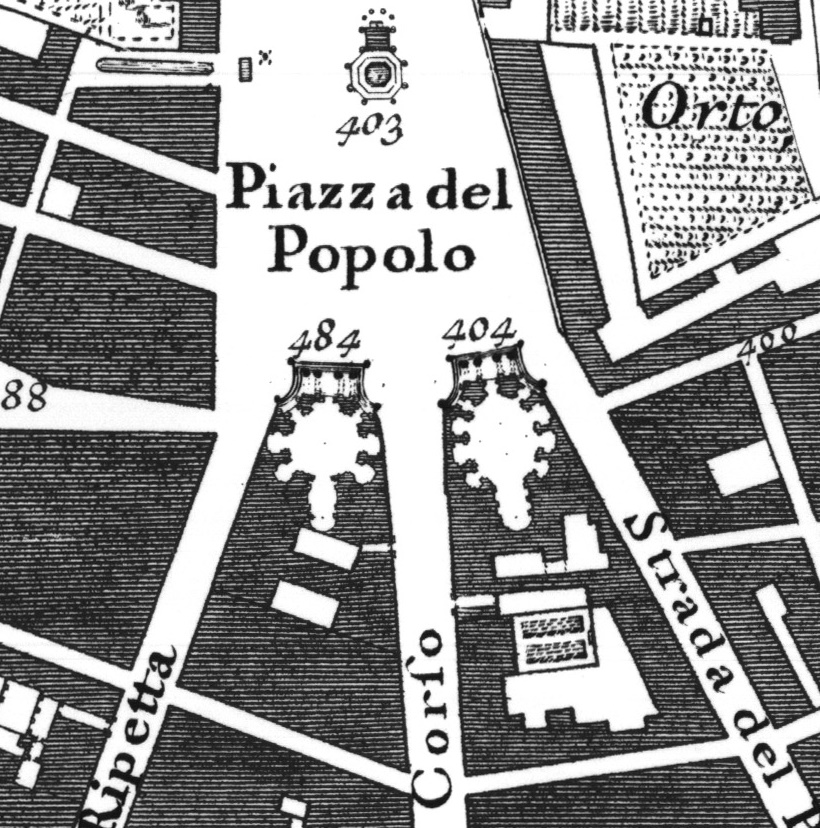
Detalhe do Mapa de Noli mostrando o "Tridente" a partir da Piazza del Popolo, com a Via del Corso no centro, ladeada pelas igrejas barrocas de Santa Maria dei Miracoli e Santa Maria in Montesanto. A Via di Ripetta está à esquerda e a Via del Babuino, à direita.

Via del Babuino é uma rua no centro histórico de Roma, Itália, localizada no rione Campo Marzio. Ela liga a Piazza del Popolo a Piazza di Spagna e é parte do complexo de ruas conhecido como "Tridente", juntamente com a Via del Corso e a Via di Ripetta.

## História
As origens da Via del Babuino remontam ao século XIII. Os dois primeiros nomes foram Via dell’Orto di Napoli e Via del Cavalletto. Em 1525, obras encomendadas pelo papa Clemente VII deram à rua um novo aspecto e um novo nome, Via Clementina, uma homenagem ao patrocinador. Posteriormente, ela foi Via Paolina, referência às obras realizadas pelo papa Paulo III em 1540. Em 1571, por iniciativa do papa Pio V, uma nova fonte para uso público foi instalada na rua. Nesta ocasião, uma estátua de Sileno, uma antiga divindade clássica relacionada às fontes e riachos, foi instalada no local e rapidamente ficou infame entre os habitantes do rione por sua feiúra. Ela foi comparada a um macaco e acabou apelidada de "babuíno", um nome que logo passou a identificar a rua toda.
Uma placa relembra a ligação, ratificada em 16 de outubro de 2002, entre a Via del Babuino e a Madison Avenue em Nova Iorque.

## Moradores famosos
Entre os mais famosos moradores da rua estão:
- Salvator Rosa e Nicolas Poussin, por volta de 1639;
- Franz Liszt, no número 89 e Madame Récamier, no 65, o mesmo onde viveu Salvator Rosa;
- Perto dos canteiros de obras da Piazza del Popolo e do Monte Pinciano, onde trabalhava, Giuseppe Valadier construiu sua casa, onde morreu;
- Leonida Rèpaci, Elsa Morante, Maria Luisa Spaziani e Elémire Zolla, entre outros, viveram ali.

## Monumentos
Na Via del Babuino, da Piazza del Popolo até a Piazza di Spagna, estão os seguintes monumentos históricos:
- Palazzo Nainer (séc. XIX)
- Hotel de Russie (séc. XIX)
- Palazzo Emiliani (1879)
- Palazzo Boncompagni Cerasi (séc. XVII)
- Palazzo Boncompagni Sterbini (séc. XVIII)
- Igreja de Todos os Santos, a igreja anglicana de Roma
- Sant'Atanasio, igreja católica de rito bizantino
- Fonte do Babuíno
- Pontificio Collegio Greco (séc. XVIII)
- Palazzo Valadier (séc. XVIII)
- Palazzetto Raffaelli (séc. XVIII)
- Palazzo Saulini (séc. XVIII)
- Palazzo Righetti (séc. XIX)
- Museo Atelier Canova-Tadolini